# Willie „The Lion” Smith

## Származása
Willie „The Lion” Smith (született William Henry Joseph Bonaparte Bertholf Smith) (Goshen, 1893. november 23. – New York, 1973. április 18.), amerikai dzsesszzongorista.
A New York állambeli Goshenben született. Édesanyja és nagyanyja úgy választott neki neveket, hogy azok tükrözzék származásának sokszálú eredetét: József Szent József (a Biblia nyomán), Bonaparte (francia), Bertholf (biológiai apjának vezetékneve), Smith (hároméves korában hozzáadták mostohaapja nevét), és William és Henry, melyeket a „lelki békéje” érdekében adtak hozzá. Visszaemlékezésében beszámolt arról, hogy apja, Frank Bertholf (sok forrásban Bertholoff) zsidó volt. Az anyakönyvi kivonata szerint William H. Bertholf  apja fehér villanyszerelő volt. Valamennyire járatos is volt a jiddis nyelvben, mint azt egy televíziós interjúban elmesélte. Willie édesanyja spanyol, néger és mohikán származású volt.
Édesanyja, Ann Oliver, bandzsózott. Két unokatestvére táncos volt különböző show-műsorokban. Amikor édesapja 1901-ben meghalt, édesanyja nőül ment egy gépszerelőhöz. A Smith vezetéknév hároméves korában került a „Lion” név mellé.

## Pályafutása
Willie „The Lion” volt a legnagyobb hatású zongoraművész mind között.
A New Jersey állambeli Newarkban nőtt fel.
1914-ben Newarkban, majd Atlantic Cityben és New Yorkban kezdett hivatásos zenészként dolgozni. Kezdetben szólista volt, amelyet a katonai szolgálat szakított meg. 1920-ban Harlemben megszerveze első zenekarát. Az 1930-as években főleg különböző zenekarokkal lépett fel. A negyvenes években, 1949-ben, 1950-ben is megtette első turnéi voltak Amerikában és Európában is. 1958-ban és 1965-ben részt vett a Newport Jazz Fesztiválon. 1968-ban a Berkley Jazz Fesztiválon játszott. 1971-ben még turnézott Amerikában és Európában.
1964-ben George Hoeferrel együttműködve publikálta önéletrajzát (Music On My Mind: The Memoirs of An American Pianist), amelyhez Duke Ellington részletes előszót írt.
Egy alkalommal azt mondta, hogy zsidó apa fiaként egykor rabbi is szeretett volna lenni.

## Albumok
- Accent On Piano (Urania, 1957)
- The Lion Roars (Dot, 1958)
- The Legend of Willie „The Lion” Smith (Grand Award, 1959)
- Luckey & the Lion: Harlem Piano (Good Time Jazz, 1960)
- Memorial (Vogue, 1960)
- Piano Solos by Willie Smith, the Lion of the Piano: Original Compositions (Commodore, 1961)
- Piano Solos by Willie Smith, the Lion of the Piano: Show Time (Commodore, 1962)
- A Legend (Mainstream, 1965)
- Music On My Mind (SABA, 1966)
- The Lion (Vogue, 1966)
- Grand Piano: Virtuoso Duets by Willie Smith & Don Ewell (Swaggie, 1966)
- Willie the Lion and His Washington Cubs (Fat Cat's Jazz, 1971)
- Willie "the Lion" Smith (GNP Crescendo, 1972)
- Pork and Beans (Polydor, 1972)
- Dixieland All Stars (Roulette, 1973)
- Live at Blues Alley (Chiaroscuro, 1973)
- Relaxing (Chiaroscuro, 1977)

## Filmek
- 1939: Portrait of the Lion